# Ruby Murray

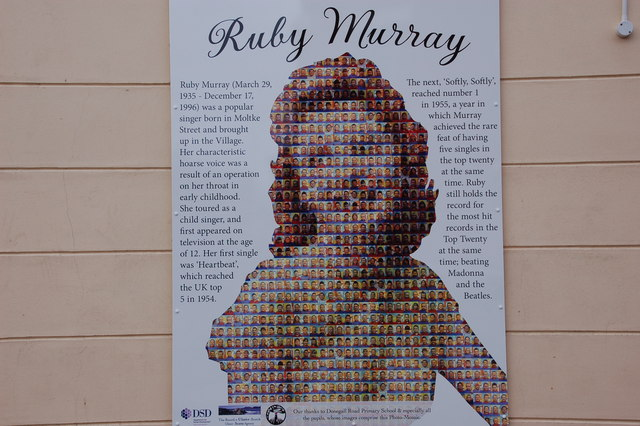
Gedenktafel für Ruby Murray, in der Maldon Street an der Donegall Road in Belfast.

Ruby Florence Murray (* 29. März 1935 in Belfast, Nordirland; † 17. Dezember 1996 in Torquay, England) war eine vor allem im Jahr 1955 äußerst erfolgreiche britische Popsängerin. Im März jenes Jahres gelang ihr das außergewöhnliche Kunststück, gleichzeitig fünf Singles in den britischen Top 20 zu platzieren, darunter den Nummer-eins-Hit Softly, Softly.

## Leben
Als Säugling musste sie eine Drüsenoperation im Halsbereich über sich ergehen lassen, aufgrund derer sich ihre charakteristische heisere Stimme entwickelte. Schon als Kind ging sie mit Gesangsdarbietungen auf Tournee; mit zwölf Jahren trat sie das erste Mal im Fernsehen auf. Noch als Teenager ersetzte sie Joan Regan als Sängerin in der BBC-Fernsehshow Quite Contrary. Mit 19 veröffentlichte sie ihre erste Single Heartbeat, die im Dezember 1954 in die Charts einstieg und bald auf Platz 3 kletterte. Ende Januar folgte Softly, Softly, der am 18. Februar die Spitzenposition eroberte. Fünf weitere Top-Ten-Notierungen komplettierten den großen Erfolg – insgesamt verbuchte Murray 1955 mit den sieben Hits 80 Wochen in der Hitparade, allesamt produziert von Norrie Paramor. 1956 spielte und sang sie neben Frankie Howerd in der Filmkomödie A Touch of the Sun und erhielt eine eigene Fernsehshow.
Genauso schnell wie die Karriere für die 19-Jährige angefangen hatte, war sie (was die Chartpositionen angeht) auch fast schon vorbei. 1956 und 1958 brachte sie jeweils noch eine Single in die Top 20; 1959 war Goodbye, Jimmy, Goodbye auf Platz 10 ihr letzter Hit.
1957 hatte sie Bernie Burgess, ein Mitglied der Gesangscombo Jones Boys, geheiratet und sich mit ihm in England niedergelassen. Burgess wurde ihr Manager, in den 1960er Jahren tourten die beiden zeitweilig als Duo. 1970 veröffentlichte sie die Single Change Your Mind und ein gleichnamiges Album mit Neuaufnahmen ihrer Hits und Coverversionen aktueller Songs.
Mit ihrem zweiten Ehemann Ray Lamar lebte sie später in Torquay (Devon). Noch in den frühen 1990er Jahren trat sie mit anderen Stars der 1950er in Clubs und in Oldieshows auf. Im Dezember 1996 starb Ruby Murray nach längerer Krankheit an Leberkrebs.
Ein Bühnenstück über Murrays Leben mit dem Titel Ruby (von Marie Jones) wurde im April 2000 in einem Belfaster Theater uraufgeführt.
Ruby Murrays Name ist in die englische Sprache eingegangen und hat seit 2005 einen Eintrag im Oxford English Dictionary, denn im Cockney Rhyming Slang hat sich Ruby Murray seit Mitte der 1950er Jahre als das reimende Ersatzwort für curry im Sinne eines Currygerichts eingebürgert.